# 萨默塞特 (宾夕法尼亚州)
萨默塞特（Somerset）是美国宾夕法尼亚州薩默塞特县的一个自治市镇。  2010年人口普查时的人口为6,277人。 该市镇被萨默塞特镇区包围。 它是索美塞特县的县城。 萨默塞特就在宾州收费公路110号出口（I-70和I-76）附近。 萨默塞特是宾夕法尼亚州萨默塞特小都会统计区的主要城市，也是统计区的两个城市之一，另一个是约翰斯敦，它们组成了更大的约翰斯敦-萨默塞特，宾夕法尼亚州联合统计区。

## 历史
索美塞特县法院大楼和上城区萨默塞特历史街区被列入国家史迹名录。